# Транспортер 2
„Транспортер 2“  (на френски: Le Transporteur 2) е екшън филм от 2005 г., режисиран от Луи Летерие и продуциран от Люк Бесон. Това е продължение на Транспортер (2002). Той сам по себе си е последван от Транспортер 3 (2008).
Джейсън Стейтъм се завръща като Франк Мартин, професионален „превозвач“, който доставя пакети, без въпроси. Разположен в Маями, Флорида, той превозва младо момче, което скоро е отвлечено. Франк се опитва да спаси момчето.

## Сюжет
Внимание:  Текстът по-долу разкрива сюжета на произведението (или части от него)!
Франк Мартин (Джейсън Стейтъм) се е преместил от Южна Франция в Маями, Флорида. Като услуга, той става временен шофьор за заможното семейство Билингс. Бракът на Джеферсън (Матю Модайн) и Одри Билингс (Амбър Валета) е под голямо напрежение поради изискванията на работата на Джеферсън в правителството. Франк превозва техния син, Джак (Хънтър Клари), който той превозва от и до началното училище с новия си автомобил Audi A8 W12. По-късно, а донякъде и пияна Одри отива в дома на Франк и се опитва да го съблазни, но той тактично я изпраща от дома си.
Франк се подготвя за пристигането на инспектор Таркони (Франсоа Берлеанд), детектив, приятел от Франция, който е дошъл да прекара почивката си във Флорида с Франк.
Когато Франк води Джак за медицински преглед, той осъзнава, едва когато измамниците са убили и заменили лекар и рецепционист. Дълга борба избухва между злодеите, водени от Лола (Кейт Наута), и Франк който е невъоръжен. Франк е в състояние да избяга с Джак, но тъкмо когато те пристигнат в къщата на Джак, той получава телефонно обаждане, с което го информират, че той и Джак са в обсега на снайперист, способен да ги убие през бронираното стъкло на колата. Франк е принуден да остави Лола да се качи в колата и те бягат с Джак, преследвани от много полицейски коли.
Те пристигат в склада, където Франк разговаря с Джани (Алесандро Гасман), тартор на операцията. На Франк е наредено да напусне без Джак. Той открива експлозив прикрепен към автомобила и успява да го премахне преди детонацията. Джак се връща при семейството си, след плащане на откуп, но незнайно за тях и Франк, Джак е бил инжектиран със смъртоносен вирус, който в крайна сметка ще убие всеки, около който детето диша.
Kакто всички подозират освен Одри, че Франк е похитителят. Франк проследява един от фалшивите доктори Димитри (Джейсън Флеминг) с помощта на Таркони. Франк се преструва че е заразил с вируса Димитри (Джейсън Флеминг) и го пуска да избяга. Димитри изпада в паника и бърза за лабораторията, за да вземе лекарството, убивайки Типов, с Франк който го преследва. Франк убива Димитри, но когато Франк отказва да се пазари с него, лекарят на лабораторията хвърля двата флакона, съдържащи антидот през прозореца в трафика. Франк успява да спаси само един флакон непокътнат.
Франк се промъква в дома на Билингс и разказва на вече болната Одри какво се случва. Той използва антидота върху Джак. Междувременно, кашлянето на Джеферсън – директор на национална политика за контрол над наркотиците, се обръща към главите на много организации за борба с наркотиците по цял свят по време на конференция.
Франк шофира към къщата на Джани, който е решил да се инжектира с останалия антидот, като предпазна мярка. След изпращането на много поддръжници на Джани, Франк най-после се среща с Джани. Джани обяснява, че колумбийският картел на наркотици му плаща да се отърве от своите врагове, и че Франк не може да рискува да го убие, смъртта му би направила противоотровата неизползваема. Тогава Лола се появява въоръжена, което води до мексикански сблъсък. Джани оставя Лола да се справя с Франк. Франк най-накрая успява да я убие, като я рита в поставка за вино с остри метални върхове.
Франк проследява Джани, който с хеликоптер избягва до чакащ го самолет. Използвайки Ламборгини Марселаго Роадстър от гаража на Джани, Франк препуска до летището и карайки близо до предния колесник на самолета се качва на борда му. Франк се изправя очи в очи с Джани, който вади пистолет и го заплашва. Борейки се за пистолета, куршум убива пилота и самолета катастрофира в океана. Франк обезврежда Джани като го парализира и го избутва заедно със себе си от потъващия самолет. Появяват се лодки, за да ги приберат.
На семейство Билингс е даден антидот. Когато Франк ги посещава в болницата, преди да влезе в стаята, той ги вижда с Джак, който се смее с родителите си. Франк, без да каже нищо се връща при колата си, където го очаква Таркони. Той оставя Таркони на летището. Вече сам, Франк получава обаждане от мъж, който има нужда от транспортер.

## Актьорски състав
| Актьор           | Роля         |
| Джейсън Стейтъм  | Франк Мартин |
| Алесандро Гасман | Джани Челини |
| Кейт Наута       | Лола         |
| Амбър Валета     | Одри Билингс |

## Критика
Транспортер 2 получава смесени отзиви. На Rotten Tomatoes, филма получава резултат от 52%, базирани на мнения от 120 критици и получава рейтинг 5,4 от 10

## Продължение
Продължението от 2008 година Транспортер 3 е пуснат в САЩ на 26 ноември 2008 година. Филмът проследява Франк Мартин и неговото завръщане във Франция. Това е първият филм от трилогията който се разпространява от Лайънс Гейт в САЩ и Канада докато 20th Century Fox се занимава с дистрибуцията във Великобритания.